# Christian Preetzmann (toldinspektør)
 Der er flere personer med dette navn, se Christian Preetzmann.
Christian Preetzmann (døbt 26. januar 1749 i Ydby Kirke – 8. februar 1827 i Aalborg) var en dansk embedsmand, far til Caspare Preetzmann.
Han var søn af degn Johannes Preetzmann (1714-1773) og Anna Villadsdatter (ca. 1725-1772). Han var i 1776 foged eller fuldmægtig på Sohngårdsholm og blev 1778 exam.jur. 1779 blev han konsumtionsinspektør i Nibe, 1784 kammerråd og var fra 1794 til 1824 told- og konsumtionsinspektør i Aalborg. Han blev justitsråd i 1807 og virkelig etatsråd i 1813.
Han ægtede 3. december 1784 i Nørre Tranders Kirke Christiane Sophie Hedevig von Bertouch (20. juli 1757 - 31. januar 1837 i Aalborg), datter af kammerherre, oberst Carl Rudolph von Bertouch og Ulrikke Catharina Frederikke de Witt.